# Neurociencia social
Mientras que la neurociencia es el estudio del comportamiento individual del cerebro de una persona, la neurociencia social es el estudio simultáneo de dos cerebros en interrelación mutua.

## Aspectos históricos
El término neurociencia social fue utilizado a principios de los noventa por los psicólogos John Cacioppo y Gary Berntson. Cacioppo expresó: “Había mucho escepticismo entre los neurocientíficos sobre estudiar cualquier cosa fuera del cráneo. La neurociencia del siglo XX creía que el comportamiento social era demasiado complejo para ser estudiado”. “En la actualidad podemos comenzar a encontrarle sentido a cómo el cerebro dirige el comportamiento social y a su vez a cómo nuestro mundo social influye sobre nuestro cerebro y sobre nuestra biología”

## Descubrimientos básicos
Entre los fundamentos básicos de esta rama de la neurociencia, además de los aportados por la neurociencia individual, pueden citarse los siguientes descubrimientos:
- Una clase de neurona recientemente descubierta, la célula fusiforme, actúa más rápidamente que ninguna, y guía al individuo en la toma de decisiones sociales inmediatas, y ha resultado ser más abundante en el cerebro humano que en el de otras especies.

- Una variedad diferente de células cerebrales, las neuronas espejo, perciben la acción que otra persona está a punto de realizar e instantáneamente nos preparan para imitar ese movimiento.

- Cuando los ojos de una mujer que un hombre encuentra atractiva lo miran directamente, el cerebro de él segrega una sustancia química que induce el placer, la dopamina, pero no lo hace cuando ella mira hacia otro lado.

## Aspectos generales
Daniel Goleman escribió: “Nuestras interacciones sociales desempeñan un papel incluso en el remodelado de nuestro cerebro, por medio de la «neuroplasticidad», que significa que experiencias repetidas esculpen la forma, el tamaño y la cantidad de neuronas y sus conexiones sinápticas. Llevando repetidamente nuestro cerebro a un registro dado, nuestras relaciones clave pueden moldear gradualmente ciertos sistemas de circuitos neurológicos. En rigor, ser lastimados y enojados crónicamente, o nutridos emocionalmente, por alguien con quien pasamos mucho tiempo todos los días a lo largo de años puede remodelar nuestro cerebro.”
“Estos nuevos descubrimientos revelan que nuestras relaciones tienen sobre nosotros impactos sutiles pero poderosos y que duran toda una vida. Esta noticia puede no ser buena para aquellos cuyas relaciones tienden a ser negativas. Pero los mismos descubrimientos apuntan también hacia posibilidades de reparación, en cualquier momento de nuestra vida, a partir de nuestras relaciones personales”.